# Druk Desi
A expressão Druk desis, que pode ser literalmente traduzida por “rei dragão” foi um título nobiliárquico usado pelos monarcas do Reino do Butão. Equivale-se aos títulos de Marajá e de Rei.